# Ulrich Wolf (Ruderer)
Ulrich „Ulli“ Wolf (* 28. Februar 1949 in Villach) ist ein ehemaliger österreichischer Ruderer. Er war einer der erfolgreichsten Ruderer seines Landes.

## Biographie
Der 22-fache österreichische Staatsmeister Wolf war Teilnehmer an fünf Welt- und drei Europameisterschaften und zwei Mal Teilnehmer an Olympischen Spielen (München 1972 und Montreal 1976).
Im Jahr 1980 schied Wolf wegen Differenzen aus dem Ruderverein Villach aus. Beruflich war Wolf 46 Jahre als Versicherungskaufmann tätig. Im Villacher Fasching wurde Wolf 1993 zum Faschingsprinzen auserwählt. Wolf genießt derzeit seine Alterspension in Villach.